# Geografia del Malawi

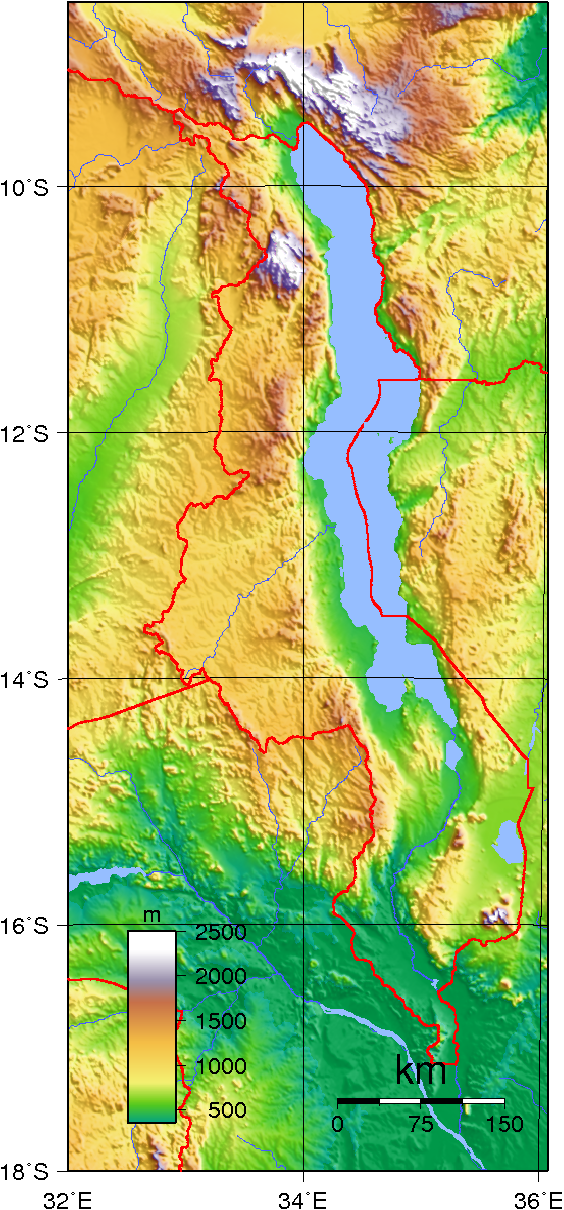
Topografia del Malawi

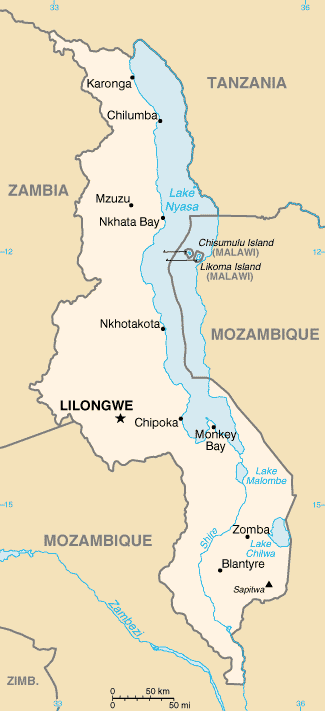
Principali centri abitati del Malawi

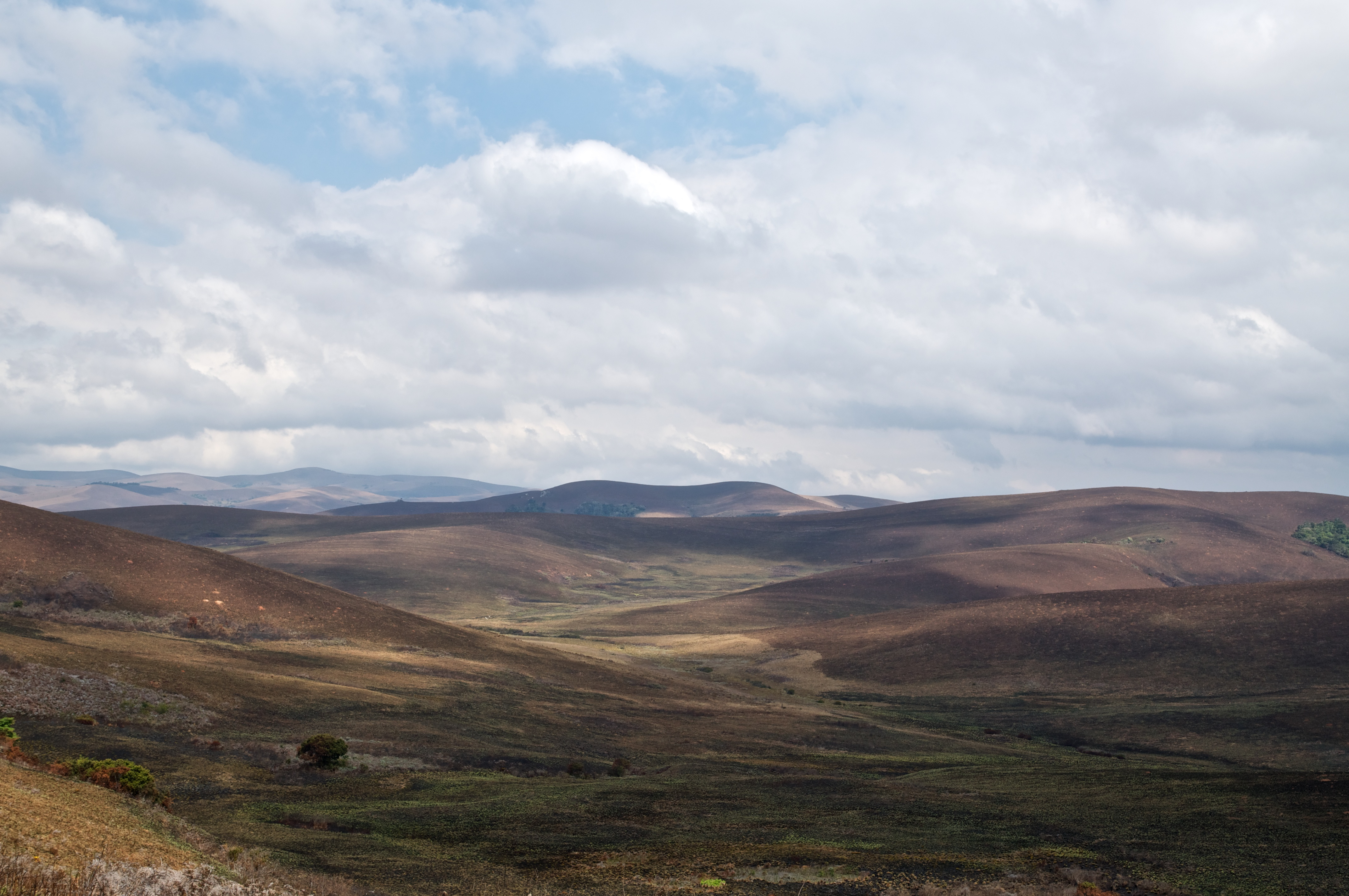
Altopiano Nyika

Il Malawi è un paese del sud-est dell'Africa, situato totalmente all'interno della regione tropicale. Ha una superficie totale di 118.480 km² e si allunga da Nord a Sud dai 9°30 S (il punto più a nord) ai 17° S (la punta meridionale). Il paese occupa una sottile striscia di terra compresa tra lo Zambia e il Mozambico. A nord e nord-est condivide un tratto di confine con la Tanzania. Il Malawi è privo di sbocchi sul mare ed è collegato tramite ferrovia ai porti di Beira e Nacala in Mozambico.

## Morfologia
La Grande Rift Valley attraversa il paese da nord a sud. In questa profonda valle si trova il Lago Malawi, il terzo lago più grande dell'Africa. Il fiume Shire è l'emissario del lago e scorre nel sud del paese prima di unirsi al fiume Zambesi 400 km più a sud in Mozambico. A est e a ovest della Rift Valley si formano degli altipiani, in genere compresi tra i 900 e i 1.200 metri sul livello del mare. Nel nord le Nyika Uplands si elevano a 2.600 metri; a sud del lago Malawi si trovano le Shire Highlands, con una elevazione tra i 600 e i 1.600 metri, raggiungendo l'altezza di 2.130 e 3.002 metri rispettivamente a Plateau Zomba e nel Massiccio di Mulanje. Nelle valli del sud ci si tiene tra i 60 e i 90 metri sul livello del mare.
Il Malawi è uno dei paesi dell'Africa subsahariana più densamente popolati. La popolazione di Lilongwe, capitale del Malawi dal 1971, è superiore a 400.000 abitanti. Tutti i ministeri del governo e il Parlamento si trovano in questa città. Blantyre, a Sud, è il principale centro commerciale e la più grande città del paese, dopo aver registrato un grande aumento della popolazione, passando da 109.000 abitanti nel 1966 a circa 500.000 nel 1998. Il Presidente del Malawi risiede a Blantyre, così come la Corte suprema del paese.
Fanno parte del territorio del paese due isole del Lago Malawi: Likoma e Chizumulu.
Il Malawi possiede cinque parchi nazionali:
- Parco nazionale del Lago Malawi
- Parco nazionale di Kasungu
- Parco nazionale di Lengwe
- Parco nazionale del Liwonde
- Parco nazionale di Nyika

## Clima
Il clima del Malawi è generalmente tropicale. La stagione delle piogge va da novembre ad aprile. Le precipitazioni sono invece scarse in tutto il paese tra maggio e ottobre.
La temperatura è caldo umida da settembre ad aprile lungo il lago Malawi e nella bassa Valle dello Shire, con una temperatura media massima di giorno compresa tra i 27 e i 29 °C. Lilongwe, la capitale, come il resto del paese registrano temperature leggermente più basse, intorno ai 25 °C. Da giugno a agosto le regioni del Sud e del lago raggiungono massime diurne di circa 23°, ma il resto paese può registrare temperature molto più basse, soprattutto la notte, con temperature che vanno dai 10° ai -14 °C. Le regioni più elevate, come quelle di Mulanje e Nyika possono registrare temperature anche rigide, specie la notte (intorno ai 6-8 °C) tra giugno e luglio.

## Idrografia
Dei 118.480 km² di superficie del paese, circa 24.400 km² sono costituiti da parte del lago Malawi e ad altre superfici di acque quali il Lago Malombe, il Lago Chilwa e il Lago Chiuta. La superficie terrestre è di 94.080 km².
Il paese è dominato dalla presenza del Lago Malawi, che ha per emissario il fiume Shire, affluente dello Zambesi. Gran parte del paese, ad eccezione della regione sud-orientale, è inserito nel bacino di drenaggio dello Zambesi. Il Lago Chiuta, nel sud del paese, e la pianura circostante gettano le loro acque nel fiume Lugenda che attraversa il Mozambico e fa parte del bacino di drenaggio del fiume Ruvuma. Il Lago Chilwa, circa 35 km a sud del Lago Chiuta, non possiede immissari, e quando è ai suoi livelli massimi sfocia nel Lago Chiuta attraverso una pianura paludosa. Elevati tassi di evaporazione però fanno sì che questo evento avvenga di rado, gran parte del lago raggiunge solo 1 metro di profondità se non meno.